# John McCausland

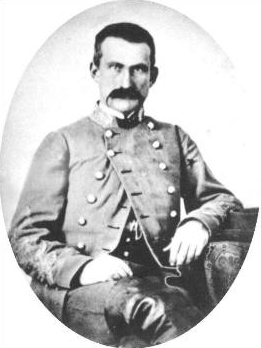
John McCausland

John McCausland (* 13. September 1836 in St. Louis, Missouri; † 22. Januar 1927 bei Point Pleasant, West Virginia) war während des Amerikanischen Bürgerkrieges Brigadegeneral im Heer der Konföderation und wurde wegen der Brandschatzung der Stadt Chambersburg bekannt.

## Werdegang
John McCausland wurde am 13. September 1836 als Sohn eines irischen Einwanderers und einer Virginierin in St. Louis, Missouri geboren. Er besuchte das Virginia Military Institute, das er 1857 als Klassenbester abschloss und übernahm anschließend dort eine Lehrstelle für Mathematik. 
Zu Beginn des Sezessionskriegs schloss er sich wie die Mehrheit seiner Kollegen und Studenten den Konföderierten an und stellte binnen kurzer Zeit eine Artilleriebatterie sowie das 36. Virginia Infanterieregiment auf, dessen Kommandeur er wurde. Er kämpfte mit seinem Regiment zunächst im Kanawhatal, nahm dann an der Schlacht um Fort Donelson teil und kehrte schließlich in den Westen Virginias zurück. Nachdem Brigadegeneral Albert G. Jenkins bei der Schlacht am Cloyds Mountain im Mai 1864 verwundet wurde, übernahm er dessen Brigade mitten im Gefecht und führte einen geordneten Rückzug durch. 
Am 24. Mai 1864 wurde McCausland zum Brigadegeneral befördert und der Kavallerie zugeteilt. Als Generalmajor David Hunter in das Shenandoahtal einmarschierte, verlangsamte McCausland diesen lange genug, bis Verstärkung von der Nord-Virginia-Armee herangeführt werden konnte und Hunter in der Schlacht von Lynchburg geschlagen wurde. Die Repräsentanten der Stadt ernannten ihm daraufhin zum Ehrenbürger. 
Als Teil der Shenandoah-Armee Jubal Earlys marschierte er in die Nordstaaten ein und fungierte als Speerspitze des entscheidenden Angriffs während der Schlacht am Monocacy. Im Herbst 1864 führte McCausland seine Brigade nach Maryland, ritt in die Stadt Chambersburg ein und verlangte eine große Summe Bargeld von den Stadtvätern. Als seine Forderungen nicht erfüllt wurden, ließ er den Ort niederbrennen und verursachte einen Sachschaden in Höhe von 1,6 Millionen US-Dollar.
Bei Kriegsende weigerte er sich, zusammen mit Robert E. Lee bei Appomattox zu kapitulieren und entkam nach Lynchburg, wo er seine Brigade auflöste und die Männer nach Hause schickte. Bis zu einer Generalamnestie floh er nach Europa, da er Strafverfolgung aufgrund der Schleifung Chambersburgs fürchtete. Nach seiner Rückkehr erwarb er ein Anwesen im Kanawatal, welches er bis zu seinem Tod bestellte. Er starb 1927 als zu diesem Zeitpunkt letzter noch lebender konföderierter Offizier im Generalsrang.